# Xuc
Xuc (Espanhol: [suk]), também conhecida como música tradicional salvadorenha, é um gênero musical e posteriormente uma dança típica de El Salvador, que foi criada e popularizada por Francisco "Paquito" Palaviccini em Cojutepeque, localizado no departamento de Cuscatlán em 1942.
Em junho de 2019, um pedido de declaração do xuc como Patrimônio Cultural de El Salvador foi apresentado à Assembleia Legislativa de El Salvador, que ainda está em andamento.

## Origens
O nome "xuc", origina-se de um instrumento salvadorenho chamado juco ou juque, um instrumento de sopro típico, que soa "xuc, xuc" quando tocado. Normalmente o xuc é composto em um tempo de 2/4.
Esse ritmo nasceu com a famosa canção salvadorenha de 1942 "Adentro Cojutepeque" e foi composta em homenagem às festas da cana-de-açúcar. O álbum representativo deste gênero é El Xuc, publicado em 1962 pela Orquesta Internacional Polío sob a direção de Palaviccini.
Algumas das canções mais emblemáticas deste ritmo são: "El Carnaval de San Miguel", "El Xuc", "Santa Ana", "El Cocotero", "El Torito", "El Candelareño", "El Cuarto Carnaval de San Miguel", "Vamos Usulután" e "Ensalada a la Palaviccini".

## Coreografia

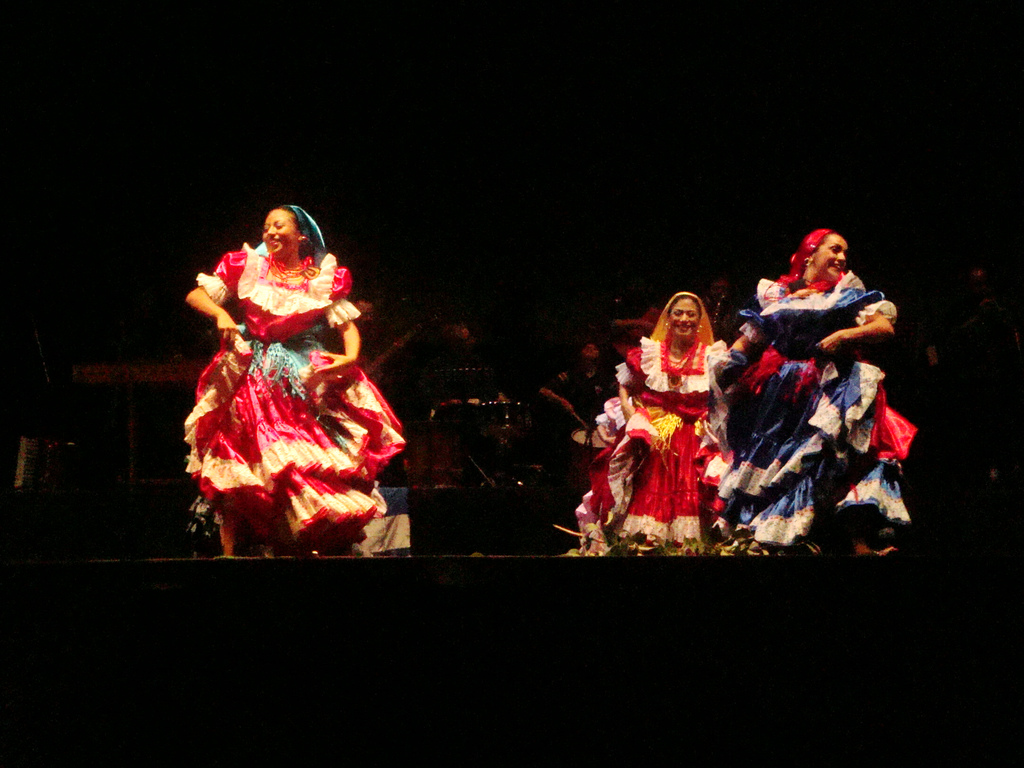
Balé Folclórico de El Salvador durante apresentação em 2007

Em 1958, dezesseis anos após a criação de xuc, foi criada a primeira coreografia, que é composta por uma dança dinâmica, essencialmente descrita nas seguintes etapas:
1. Posições calcanhar-dedo-calcanhar com pé direito e esquerdo, combinadas com pequenos saltos, como primeiro passo.

1. Mantenha os pés alongados movimentando-os para frente e para trás (cruzados), caminhando com vários saltos curtos, a mulher se caracteriza por transmitir alegria ao movimento dos pés, à saia do traje (regularmente típico) e ao cabeça, dependendo do lado para o qual o degrau é orientado. O homem se movimenta regularmente com as mãos dentro das bolsas da frente da calça (normalmente feitas de algodão ou tecido macio), durante a dança as dançarinas fazem rodas de mãos dadas e com os braços estendidos, ao mesmo tempo que avançam e flertam entre si, este sem perder o ritmo.

A coreografia foi encenada por uma bailarina do grupo salvadorenho Morena Celarie e foi realizada no âmbito das festividades da padroeira do famoso Carnaval de São Miguel.